# Miðborg
Miðborg (Isländisch: Miðborg, Miðbær und teils Austurbær), in Deutsch auch Stadtmitte, ist ein Stadtbezirk und subkommunaler Verwaltungsbezirk, der einen Großteil des zentralen Teils von Reykjavík, der Hauptstadt von Island, abdeckt. Der Stadtteil besteht aus sechs Teilen: Kvos, Grjótaþorp, Skólavörðuholt, Þingholt, Skuggahverfi und Vatnsmýri.

## Übersicht

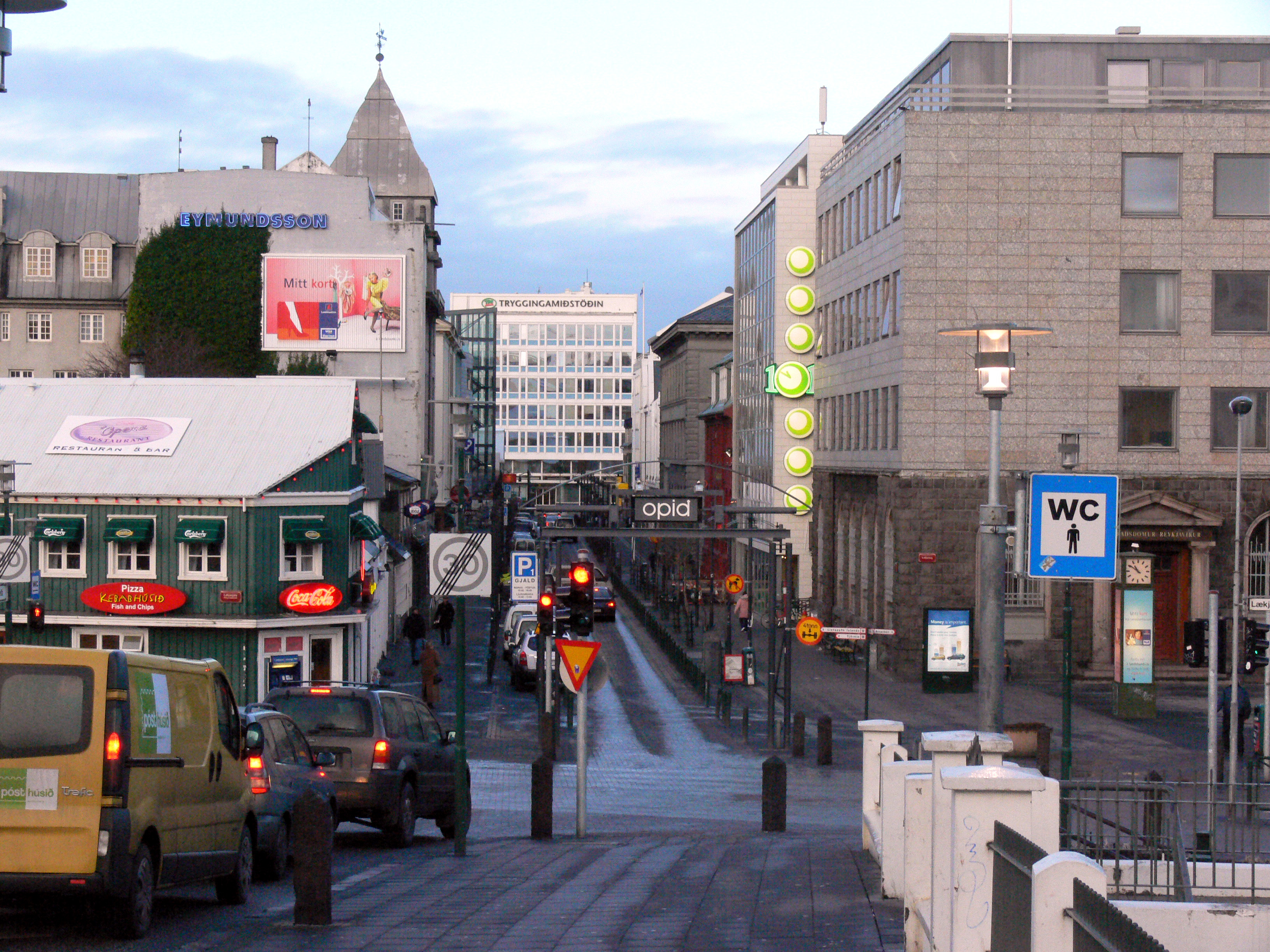
Austurstræti in Miðborg (Foto von 2006)

Im Stadtteil befinden sich viele wichtige Gebäude wie das Alþingishúsið (Gebäude des Nationalen Parlaments), Stjórnarráðshúsið (Kabinetthaus) und das oberste Gericht Islands Hæstiréttur. Darüber hinaus hat der Stadtteil viele Sehenswürdigkeiten der Stadt, darunter die Tjörnin, das Rathaus und die Hallgrímskirkja, die größte Kirche Islands. Es ist ein Touristenhotspot. Die Stadtmitte ist auch zentraler Punkt des Nachtlebens: Viele Bars und Nachtclubs sind in der Austurstræti (Oststraße) und Bankastræti (Bankstraße) angesiedelt.